# Судная ночь (Рик и Морти)
«Судная ночь» (англ. Look Who’s Purging Now) — девятый эпизод второго сезона американского мультсериала «Рик и Морти». Сценарий к эпизоду написали: Дэн Хармон, Райан Ридли и Джастин Ройланд, а режиссёром выступил Доминик Полчино.
Название эпизода отсылает к фильму «Судная ночь» (2013).
Премьера эпизода состоялась 27 сентября 2015 года в блоке Adult Swim на Cartoon Network. Эпизод посмотрели около 1,9 миллиона зрителей во время выхода в эфир.

## Сюжет
Рик и Морти посещают другую планету, чтобы купить жидкость для стеклоочистителей и стать свидетелями «Фестиваля», ежегодного мероприятия, на котором местное население совершает преступления на одну ночь без последствий. Рик сравнивает это с фильмом «Судная ночь». Морти заставляет Рика спасти Артришу, юную инопланетную девушку. Она предаёт их и крадёт их оружие с космическим кораблём Рика, оставляя Рика и Морти на произвол судьбы. Рик звонит Саммер и просит её прислать бронекостюмы. Морти убивает всех жителей, даже тех, кто не участвовал до тех пор, пока Рик не нокаутирует его. Рик позволяет Артрише использовать костюм Морти и помогает ей убить коррумпированную знать, которая реализовала фестиваль. Жители планеты решают создать новое общество с нуля, однако из-за разногласий по этому поводу вспыхивают беспорядки. Один из них предлагает открыть «Фестиваль». Морти чувствует себя виноватым перед всеми жителями, которых он убил, но Рик ошибочно винит шоколадку, которую съел Морти, тем самым успокаивая его.
В сцене после титров Бет обнаруживает, что Джерри потратил 700 долларов на звонок Тэдди Мэйсону, который берёт деньги только за то, чтобы поговорить по телефону.

## Отзывы
Зак Хэндлен из The A.V. Club дал эпизоду оценку A, заявив, что «это мрачные вещи, и в эпизоде не прилагается особых усилий для смягчения их последствий». Джесси Шедин из IGN оценил эпизод на 8,5/10, заявив, что «шоу не слишком отклонялось от условностей, поскольку имитировало франшизу Судная ночь. Однако сочетание нескольких хитроумных поворотов, множества жестоких действий и танцев, а также острого решения привело к созданию ещё одной запоминающейся части второго сезона». Гита Джексон из Paste оценила эпизод на 6/10, заявив, что «в эпизоде довольно мало смеха, а сюжетная линия с Саммер и Джерри невероятно скучна, превращая Саммер в маленькую девочку-подростка и погружаясь в неуверенность Джерри в неуважении к себе».